# 梅克爾氏憩室
梅克爾氏憩室（英語：Meckel's diverticulum）是胃腸道中最常見的先天性畸形，由德國解剖學家約翰·弗里德里希·梅克爾 (Johann Friedrich Meckel) 於 1809 年首次詳細描述其胚胎學起源和病理特徵。它是胚胎發育過程中，連接胎兒中腸與卵黃囊的卵黃管（英語：vitelline duct）未能完全退化閉鎖而殘留形成的囊袋狀結構。梅克爾氏憩室屬於真性憩室，意味著其囊壁包含小腸壁的全部三層結構（黏膜、黏膜下層和肌層）。
雖然梅克爾氏憩室相當常見，影響約 2% 的人口，但絕大多數情況下是沒有症狀的，許多人終其一生都不知道自己擁有此結構。然而，約有 4% 至 6% 的患者在一生中會因梅克爾氏憩室引發相關併發症。
有一個廣為流傳的「2 的法則」(Rule of 2s) 用來記憶梅克爾氏憩室的特點：約影響 2% 人口、距離迴盲瓣約 2 英尺（約 60 厘米）、長度約 2 英寸（約 5 厘米）、常在 2 歲前出現症狀、男性出現併發症的機會約為女性的 2 倍、可能含有 2 種類型的異位組織（最常見是胃黏膜，其次是胰臟組織）。不過，這只是一個助記方法，並非所有特點都完全準確。

## 病因與胚胎學
在正常的胚胎發育早期（約第 5 至第 7 週），卵黃管會連接發育中的腸道和卵黃囊，提供營養。隨著胚胎成長，這條管道通常會逐漸萎縮並完全消失。如果卵黃管未能完全閉鎖退化，其腸道端的殘餘部分就會形成一個向外突出的囊袋，即梅克爾氏憩室。它通常位於迴腸末端，即小腸連接大腸（盲腸）之前的位置。

## 流行病學
根據屍檢研究，梅克爾氏憩室的總體患病率約為 2%。雖然男女患病率相近，但出現併發症的風險男性顯著高於女性，男女比例約為 2:1 至 3:1。大多數有症狀的梅克爾氏憩室發生在兒童時期，尤其是在 10 歲以下，許多病例甚至在 2 歲前就出現症狀。然而，併發症也可能在成年後才首次出現。一生中發生併發症的風險估計約為 4% 至 6%。

## 病理生理學

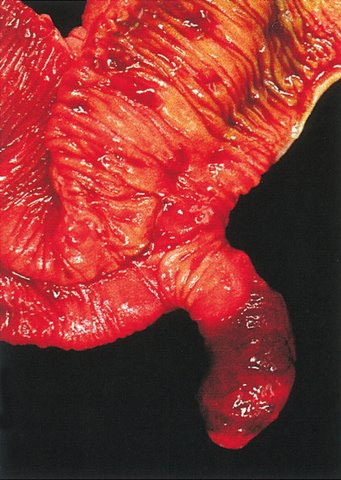
梅克爾氏憩室手術標本

梅克爾氏憩室引發併發症的主要原因與其結構異常或內部存在的異位組織有關。
大約 15% 至 50% 的梅克爾氏憩室內含有異位組織，即存在於正常位置之外的組織類型。最常見的是異位胃黏膜（約佔所有異位組織的 60% 至 85%），其次是異位胰臟組織。異位胃黏膜會分泌胃酸和胃蛋白酶，這些消化液會侵蝕對酸性環境缺乏保護能力的鄰近迴腸黏膜，導致消化性潰瘍形成，進而引發出血，這是兒童最常見的併發症。異位胰臟組織則可能引起憩室炎（憩室發炎）或胰腺炎，偶爾也可能導致出血。
除了異位組織引起的問題，梅克爾氏憩室的結構本身也可能導致機械性併發症：
- 腸梗阻：這是成人中最常見的併發症，在兒童中也僅次於出血[1]。梗阻的原因多樣，包括：
  - 腸扭轉：憩室可能通過一條纖維束帶（卵黃管的殘餘物）連接到肚臍或腹腔內其他結構，小腸可能圍繞這條束帶扭轉[7]。
  - 腸套疊：憩室本身可能作為一個「引導點」(lead point)，被腸道蠕動推擠，導致一段腸管套入另一段腸管內[7]。
  - 嵌頓性疝氣 (Incarcerated hernia)：憩室可能卡在腹股溝疝氣或股疝氣囊內，形成所謂的「利特雷氏疝氣」(Littre's hernia)[7]。
- 憩室炎：憩室的開口可能被糞便或異物阻塞，導致細菌滋生和發炎，症狀類似闌尾炎[1]。
- 穿孔：嚴重的憩室炎或潰瘍可能導致憩室壁破裂，腸道內容物流入腹腔，引起腹膜炎[7]。
- 腫瘤：雖然非常罕見（約 0.5% 至 3% 的病例），梅克爾氏憩室內也可能發生腫瘤，最常見的是類癌 (carcinoid tumor)，其他如胃腸道基質瘤 (GIST)、腺癌、淋巴瘤等也有報導[10]。

## 臨床表現
大多數擁有梅克爾氏憩室的人沒有任何症狀。當出現症狀時，其表現取決於發生的併發症類型：
- 出血：這是兒童最常見的表現（約佔兒童有症狀病例的 50%）。典型表現為突然發作、無痛性的大量直腸出血，糞便顏色可能呈鮮紅色、磚紅色（maroon）或黑色柏油狀（黑糞，melena），取決於出血速度和位置。長期慢性少量出血可能導致缺鐵性貧血[1][7]。
- 腸梗阻：這是成人最常見的表現，在兒童中也常見。患者可能出現陣發性腹痛、腹脹、噁心、嘔吐（可能帶有膽汁或糞便樣物質）以及停止排便排氣[1][2]。
- 憩室炎：臨床表現與急性闌尾炎非常相似，常表現為臍周疼痛，隨後轉移至右下腹，伴有發燒、噁心、嘔吐和局部壓痛、反彈痛。由於位置相近，術前很難區分兩者[1]。
- 穿孔：通常繼發於憩室炎或潰瘍，表現為突發的劇烈全腹疼痛、腹部僵硬、發燒等急性腹膜炎症狀[7]。
- 腫瘤：表現多樣，可能無症狀，或出現腹痛、出血、梗阻、體重下降等非特異性症狀[10]。

體格檢查在無併發症時通常正常。若出現併發症，可能發現腹部壓痛、腹脹、腸鳴音異常（梗阻早期可能亢進，晚期減弱或消失）、腹膜炎體徵（腹肌緊張、反彈痛）或觸及腹部腫塊（如腸套疊）。

## 診斷

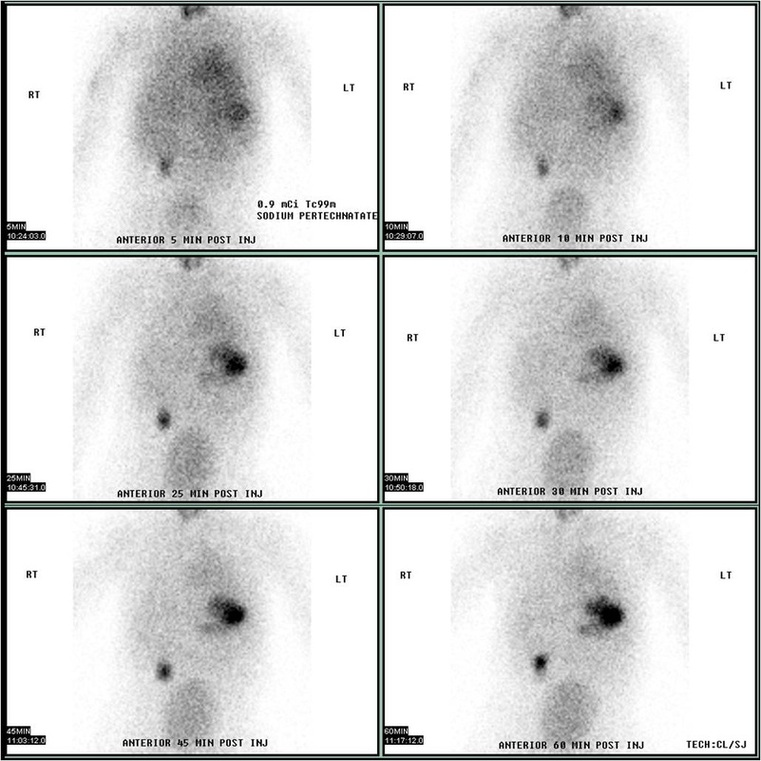
顯示梅克爾氏憩室的鎝-99m高鎝酸鹽掃描。

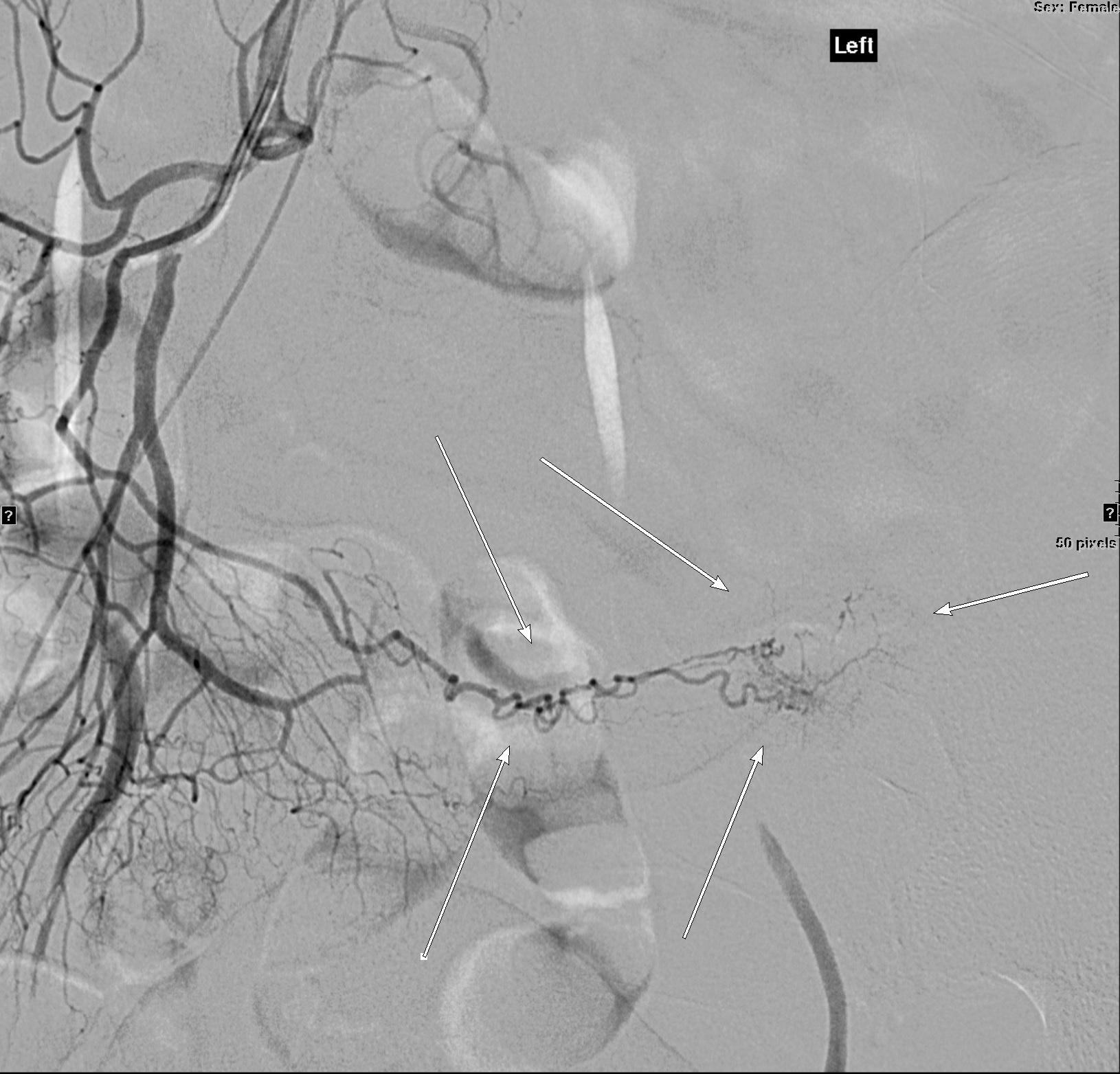
顯示出血的梅克爾氏憩室血管攝影。

診斷出現症狀的梅克爾氏憩室需要結合臨床表現和影像學檢查，但術前確診有時仍具挑戰性，尤其對於非出血性併發症。
- 梅克爾氏掃描（英語：Meckel's scan，鎝-99m高鎝酸鹽掃描）：這是診斷含有異位胃黏膜並引起出血的梅克爾氏憩室最常用且最準確的非侵入性檢查方法[4]。檢查原理是靜脈注射放射性同位素鎝-99m高鎝酸鹽，這種物質會被胃黏膜細胞特異性攝取。如果憩室內存在異位胃黏膜，掃描影像上就會在腹腔異常位置（通常是右下腹）顯示出同位素濃聚灶。此檢查對兒童的敏感性較高（約 85%），但在成人中敏感性較低（約 60%），且可能出現假陽性（如腸道發炎、血管畸形也可能攝取同位素）或假陰性（如憩室內胃黏膜過少、近期出血覆蓋黏膜等）[4][7]。
- 電腦斷層掃描 (CT)：對於診斷梅克爾氏憩室引起的腸梗阻或憩室炎較有幫助。CT 可能顯示擴張的腸管、腸壁增厚、憩室本身的炎症、腸套疊的「靶環徵」、腸扭轉的「漩渦徵」或腹腔膿腫等[5]。然而，對於無併發症或僅有出血的憩室，CT 通常無法直接顯示憩室本身[7]。
- 血管攝影 (Angiography)：主要用於診斷活動性下消化道出血。當出血速度較快（通常 >0.5 毫升/分鐘）時，血管攝影可以顯示造影劑從異常血管（如殘留的卵黃動脈或潰瘍處血管）外滲到腸腔內，從而定位出血點。在某些情況下，還可同時進行血管栓塞治療[6]。此檢查通常在梅克爾氏掃描陰性但仍懷疑憩室出血時考慮。
- 膠囊內視鏡 (Wireless capsule endoscopy) 和 雙氣囊小腸鏡 (Double-balloon enteroscopy)：這些內視鏡技術可以直接觀察小腸黏膜，有可能發現憩室開口、潰瘍或活動性出血點，但檢查過程較為複雜、具侵入性，且並非所有醫院都能提供[11]。
- 腹部 X 光平片：通常無特異性，但在腸梗阻時可能顯示腸管擴張和氣液平面[7]。
- 腹部超音波：診斷價值有限，但有時可能發現腸套疊或憩室炎引起的局部腫脹[7]。

很多時候，梅克爾氏憩室是在因腹痛、梗阻或出血等原因進行手術探查時才被意外發現並確診的。

## 鑑別診斷
梅克爾氏憩室的併發症需要與多種引起相似症狀的疾病進行鑑別：
- 引起下消化道出血的原因：青少年息肉、炎症性腸病 (IBD)、血管畸形、感染性腸炎、肛裂、痔瘡、消化性潰瘍（若出血量大且來自上消化道）。
- 引起腸梗阻的原因：腸粘連、克隆氏症引起的腸道狹窄、腫瘤、其他類型的疝氣。
- 引起右下腹痛的原因：急性闌尾炎（最常見的鑑別診斷）、克隆氏症迴腸末段炎、感染性腸炎、腸繫膜淋巴結炎、卵巢囊腫扭轉或破裂（女性）、異位妊娠（女性）、泌尿道結石等。

## 治療
梅克爾氏憩室的治療方式取決於患者是否有症狀，或是在檢查或手術中意外發現（即無症狀）。
- 出現症狀的憩室：一旦梅克爾氏憩室引起出血、梗阻、憩室炎或穿孔等併發症，就需要進行手術治療[7]。手術方式主要有兩種[3]：
  - 憩室切除術 (Diverticulectomy)：如果憩室基底部狹窄，且周圍迴腸組織健康，沒有發炎、缺血或懷疑異位組織殘留於基底部，可以簡單地將憩室從根部切除並縫合腸壁。
  - 腸段切除吻合術 (Segmental ileal resection and anastomosis)：如果憩室基底部寬闊、憩室或周圍腸壁有明顯發炎、缺血、穿孔、懷疑腫瘤，或者出血點位於憩室對側的迴腸黏膜上（由異位胃黏膜分泌的酸液引起），則需要切除包含憩室的一小段迴腸，然後再將兩端健康的腸管重新吻合起來。

近年來，腹腔鏡手術因其創傷小、恢復快等優點，已越來越多地應用於梅克爾氏憩室的切除。
- 無症狀（意外發現）的憩室：如果在因其他原因進行腹部手術時意外發現了梅克爾氏憩室，是否需要同時切除則存在爭議[7]。過去傾向於一律切除，以預防未來可能發生的併發症。但現在的觀點更加謹慎，因為預防性切除本身也有手術風險（如吻合口漏、感染、腸粘連等），而大多數憩室終生不會引起問題。目前的趨勢是根據患者未來發生併發症的風險來決定是否切除。一般認為，如果憩室具有以下高風險特徵，則建議切除[3][8]：
  - 患者年齡小於 50 歲
  - 男性患者
  - 憩室長度大於 2 厘米
  - 憩室基底部寬闊或觸感增厚（提示可能含有異位組織）
  - 存在連接憩室的纖維束帶

對於不具備這些高風險特徵的老年患者，意外發現的無症狀憩室通常建議保留觀察。

## 併發症
梅克爾氏憩室本身就是一種先天異常，其主要的臨床意義在於可能引發的併發症，包括：
- 出血
- 腸梗阻（由腸套疊、腸扭轉、內疝或利特雷氏疝氣引起）
- 憩室炎
- 穿孔及腹膜炎
- 腫瘤形成（罕見）

此外，治療梅克爾氏憩室的手術本身也可能帶來併發症，如傷口感染、吻合口漏、術後腸粘連導致的腸梗阻等。

## 預後
對於因併發症而接受手術切除的梅克爾氏憩室患者，預後通常良好。死亡率很低，主要發生在併發症嚴重（如腸壞死、嚴重腹膜炎）且診斷治療延誤的病例。對於接受預防性切除的無症狀患者，預後也很好，但需承擔一定的手術風險。沒有切除憩室的無症狀患者，終生發生併發症的風險約為 4% 至 6%。

## 外部連結
- Meckel's Diverticulum 於 eMedicine